# Герб Антонінів
Герб смт Антоніни

## Опис герба
Щит пересічений хвилястим срібним (білим)поясом обтяженим синьою (лазуровою) хвилястою лінією у пропорціях 1:1:2. У верхньому червоному полі золотий розлогий дуб. У правому верхньому куті срібний кавалерійський хрест. У нижньому синьому (лазуровому) полі – срібний (білий) семираменний хрест (знак «Пилява»).
Щит обрамлений золотим декоративним картушем увінчаним золотою декоративною сільською короною і прикритим обабіч золотими дубовими листками. Під гербом, накладена на картуш, червона фігурна, обмежена двома золотими лініями, стрічка із срібним (білим) написом «Антоніни». 

## Пояснення символів
- Срібло (Argent) – символізує благородство, відвертість, а також чистоту, невинність і правдивість. Графічно зображається пустим полем. Замінює собою білий колір.
- Золото (Or) — король металів, символізує знатність, могутність і багатство, а також чесноти: силу, вірність, чистоту, справедливість, милосердя і упокорювання. Графічно позначається точками, усіяними по полю. Замінює собою жовтий колір.
- Червнь (Gules) або Червоний – символізує хоробрість, мужність, любов, а також кров, пролиту в боротьбі. Графічно позначається вертикальними лініями.
- Лазур (Azure) або Синій – символізує великодушність, чесність, вірність і бездоганність, або просто річку. Графічно позначається горизонтальними лініями.
- Золотий дуб – символ непохитної сили, незламності, фортеці, сталості, довголіття, мудрості, а також витривалості. В даному гербі символізує давню згадка про попередню назву села Холодки.
- Срібний кавалерійський хрест – символ Волинської губернії, до якої раніше входив населений пункт.
- Срібний семираменний хрест «Пилява» – герб графа Потоцького – останнього власника населеного пункту, який дав йому теперішню назву.
- Хвилястий срібний пояс – символізує дві річки, що протікають через населений пункт: Гуска – на півночі; Ікопоть – на півдні.
- Декоративний вінок із дубового листя – символізує славу і міць села.

Автор герба: Олексій Підгурський, 2016 р.
| Герб | Це незавершена стаття про Герб. Ви можете допомогти проєкту, виправивши або дописавши її. |